# Polo Aquático do Vitória Sport Clube
O Vitória Sport Clube é um clube desportivo da cidade de Guimarães, Portugal, onde se praticam diversas modalidades. O presente artigo é sobre a sua secção semi-professional de Polo Aquático, cuja equipa sénior masculina compete na Primeira Divisão de Polo Aquático, o principal escalão da modalidade em Portugal.
O Vitória Waterpolo, como também é conhecido, utiliza desde janeiro de 2022 como sua casa o Complexo Municipal de Piscinas de Guimarães, já que as Piscinas do Vitória presentes na academia ficaram degradadas levando ao seu abandono, já depois da Câmara Municipal de Guimarães ter assumido a responsabilidade pela gestão nos anos 90. Com efeito, o clube viu-se obrigado a deslocar as suas operações para as Piscinas dos Bombeiros Voluntários de Guimarães até dezembro de 2021, ano em que se encerraram todas as atividades devido às condições deficitárias das suas infraestruturas.

## História
O Polo Aquático do Vitória, fundado em 2003, iniciou sua atividade com ex-atletas dos Bombeiros Voluntários de Guimarães, o Professor Pedro Magalhães e Eng. Pedro Coelho Lima juntando-se depois outro ex-atleta, o Professor Jorge Sequeira.
Na época 2003/04 a equipa sénior Masculina sagra-se campeã Regional, passando aos Nacionais. Posteriormente é campeã da 2ª Divisão e passadas duas épocas sobe à 1ª Divisão em 2007/08, onde se mantém atualmente.
Neste projeto, passaram os treinadores João Neves, Ranko Malic e Elin Berbic. Conseguiu também a contratação de atletas estrangeiros como os Húngaros, Lazlo e Tamas e os Sérvios, Sjrdan, Elin e Nebojsa. No decorrer destes êxitos também se alcançaram boas prestações nas equipas de formação com um 3º Lugar no Nacional Júnior, onde fazia parte o atual capitão de equipa Vítor Macedo e um 3º Lugar no Nacional Juvenil, com vários elementos que integram atualmente a equipa Sénior.
Em 2013/14 e 2015/16 sagra-se Campeão Nacional de Juvenis (Sub-17). A nível de Seleções, a secção sempre foi representada por vários atletas na seleção regional norte, sendo que na Seleção Nacional, o atleta Carlos Machado destaca-se na equipa de juvenis com um 1º lugar no torneio Internacional da Suécia, Diogo Pinto na fase de qualificação para o Europeu Júnior e ainda Hélder Frei que chega nos Seniores com um 1º lugar no torneio das 6 nações na República Checa.
Os maiores feitos acontecem a partir da temporada de 2018/19, com o Vitória a estar sempre presente na disputa dos títulos de todas as competições nacionais conseguindo, aliás, sagrar-se Tetracampeão Nacional da primeira divisão em 2022/23, para além de participar de forma constante nas competições europeias, nomeadamente na Liga dos Campeões.
Em 2024/25, a equipa Vitoriana conseguiu um histórico Triplete ao vencer todas as competições daquela temporada.
De realçar que com a estabilização e o acumular de experiência com a conquista de títulos, o Vitória Waterpolo se tornou num dos principais clubes a ceder jogadores à Seleção Nacional. Estes resultados e todo o reconhecimento conseguido muito se devem à equipa técnica, nomeadamente, ao treinador Vimaranense Vítor Macedo, que tem sido o "Homem do Leme" de todas estas conquistas.

## Palmarés
Este é o palmarés oficial da modalidade.

### Seniores Masculinos
| Competições Nacionais | Competições Nacionais | Competições Nacionais | Competições Nacionais                       | Competições Nacionais     |
| Competição            | Competição            | Títulos               | Temporadas                                  | Vice Campeão              |
| --------------------- | --------------------- | --------------------- | ------------------------------------------- | ------------------------- |
| Primeira Divisão      | Primeira Divisão      | 5                     | 2018/19, 2020/21, 2021/22, 2022/23, 2024/25 | 2023/24                   |
| Segunda Divisão       | Segunda Divisão       | 1                     | 2003/04                                     | -                         |
| Taça de Portugal      | Taça de Portugal      | 2                     | 2020/21, 2024/25                            | 2018/19, 2021/22, 2023/24 |
| Supertaça             | Supertaça             | 4                     | 2019, 2021, 2023, 2024                      | 2022                      |
|                       | Total de Troféus      | 12                    | 12 Nacionais                                | 5 Vices                   |

- 2 Participações na Liga dos Campeões
- Foi Tetracampeão Nacional em 2022/23
- Fez o Triplete em 2024/25

### Formação Masculinos
- Campeão Nacional da 2ª divisão (Equipa B): 2020/21
- Campeão Regional 2ª Divisão Seniores: 2003/04
- Campeão Regional de Seniores: 2006/07, 2007/08
- Campeão Nacional de Juvenis Masculinos (Sub-17): 2013/14[17]

- Campeão Regional de Juvenis Masculinos (Sub-17): 2015/16[18]
- Campeão Regional (Sub-20): 2017/18
- Campeão Regional Norte Juniores: 2018/19
- Campeão Regional Juvenis: 2018/19

## Membros
| Diretor            | Prof. António Pedro Magalhães |
| Secção Desportiva  | Prof. Helder Freitas          |
| Secção Financeira  | Dr. Afonso Freitas            |
| Secção Património  | António Fernandes             |
| Secção Comunicação | Simão Ribeiro                 |
| ------------------ | ----------------------------- |